# 오후의 클래식
오후의 클래식은 KBS춘천 음악FM에서 평일 오후 4시부터 오후 5시까지 방송했던 클래식 음악 전문 라디오 프로그램이다.

## DJ
- 박서정 아나운서

| KBS춘천 음악FM 평일 프로그램 |                     |                     |
| 이전                         | 오후의 클래식       | 다음                |
| 명연주 명음반                | 오후의 클래식       | FM 풍류마을         |
| 오후 2시 ~ 오후 4시          | 오후 4시 ~ 오후 5시 | 오후 5시 ~ 저녁 6시 |
| 전국방송                     | 춘천권 방송         | 전국방송            |